# 同春亭
同春亭，是一座古茶亭，位于江西省上饶市婺源县（旧属安徽省徽州府）浙源乡岭脚村，浙岭的山顶，徽饶古驿道上。
同春亭作为婺源徽饶驿道浙岭段的子项目，已列为江西省文物保护单位。。